# Infanterikanonvagn 91
Infanterikanonvagn 91, militärförkortning: ikv 91, var en infanterikanonvagn, ett understödsfordon för infanteriet, som utvecklades av Hägglund och Söner för den svenska armén. Utomlands klassades Ikv 91 som lätt stridsvagn. Den första prototypen blev klar 1969 och tillverkningen av 212 vagnar skedde åren 1975–1978.

## Utformning
Vagnen byggdes för att ge infanteribrigaderna ett mobilt pansarvärns- och understödsvapen. Vagnen är byggd i helsvetsat stål och är amfibisk. Huvudvapnet är en 90 mm lågtryckskanon som utvecklades av Bofors. Resultatet blev en kanon som var lättare och gav mindre rekyl än en konventionell stridsvagnskanon. Nackdelen var att man inte kunde utnyttja underkalibrig ammunition utan fick nöja sig med pansarspränggranater för bekämpning av fientliga pansarfordon. Mot oskyddad trupp användes vanliga spränggranater. Genom att förse vagnen med laseravståndsmätare och ballistikdator ökades sannolikheten för träff med första skottet. Besättningen bestod av fyra personer, vagnchef, skytt, förare och laddare.

## Användning
Ikv 91 ingick i Norrlands- och infanteribrigadernas bandpansarvärnskompanier. Användningsområdena var dels att direkt understödja skyttekompaniernas anfall, dels att agera som brigadens operativa manöverenhet genom snabba förflyttningar och överraskande eldöverfall på egen hand. Bandpansarvärnskompanierna utbildades vid Skaraborgs regemente (P 4), Södermanlands regemente (P 10) samt Norrbottens regemente (I 19/P 5). Åren 1994–1995 utbildades även ett bandpansarvärnskompani vid Västerbottens regemente (I 20). Under en period ingick även bandpansarvärnskompanier i Södermanlandsbrigaden (MekB 10), en mekaniserad brigad som sattes upp av Södermanlands regemente (P 10). Dessa ersattes dock senare av stridsvagnskompanier med Centurionstridsvagnar.

## Ikv 91-105

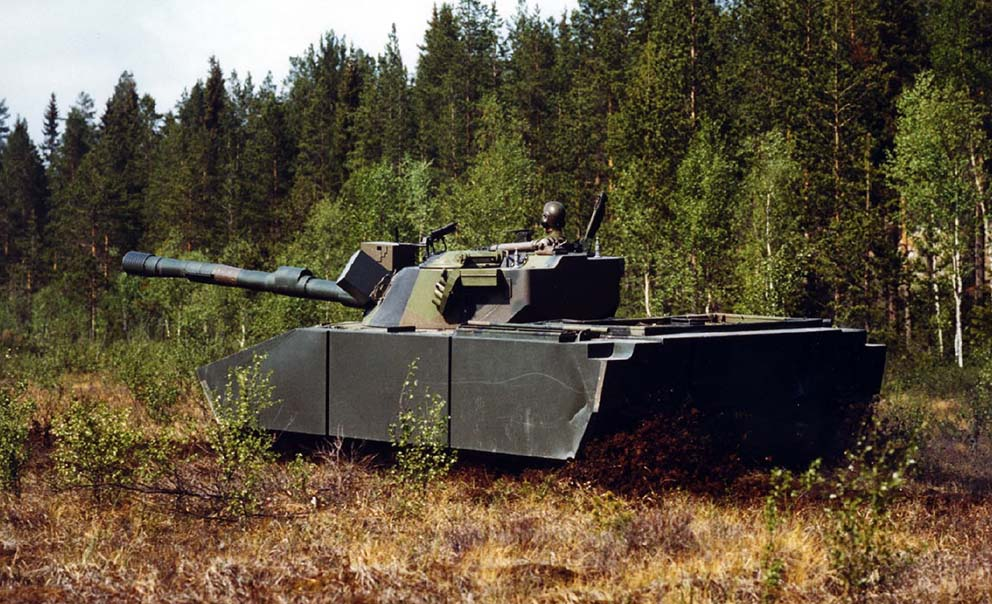
Hägglunds ikv 90-105 försöksvagn under fältförsök, en körattrapp baserad på en vanlig ikv 91.

Under 1980-talet fanns planer på att byta ut 90 mm kanonen mot en 105 mm kanon. Dock ansågs torn- och chassikonstruktionen för klen för att möta denna modifikation. Hägglund och Söner kom på egen hand 1983 att tillverka en prototyp med en 105 mm Rheinmetall Rh-105-11 underlågrekylerande kanon, vilken enkelt kallades Ikv 91-105, på uppdrag av Indien. Vagnen utvärderades av Indien tillsammans med den franska AMX 10 PAC 90.
Indiens krav på vagnen var att den skulle vara fullt amfibisk och med möjlighet att skjuta under simning. Vagnens primära beväpning blev en stabiliserad 105mm lågrekylversion av en högtryckskanon från Bofors. Vikten ökades från 16,3 ton till 18 ton samt att simhastigheten ökades till 12 km/h. Vidare försågs vagnen med IR-system ifrån Saab, vilket möjliggjorde att vagnen fick full mörkerkapacitet. Både skytt och vagnchef försågs med monitorer, vilket innebar att båda kunde skjuta. Någon serieproduktion blev aldrig aktuell eftersom arbetet med Stridsfordon 90 kommit igång vid Hägglunds och Försvarsmakten beslutade att Ikv-konceptet skulle slopas.

## Namnet
Tidningen Soldat & Teknik föreslog under 1970-talet mer "bitande" produktnamn på arméns enheter. Det som ett försök att ta efter flygvapnets och marinens namngivning av enheter. I nummer 10 årgång 1975 utlystes tillsammans med arméstaben, FMV, Hägglunds & Söner AB en namntävling till ett alternativt namn till Ikv 91. Namnet som efterlystes skulle ha en svensk anknytning, men också med enkelhet kunna översättas till engelska. I nummer 12 presenterades det vinnande förslaget Järven, eller på engelska Wolverine. Ett namnförslag som insänts av flera läsare, men där Ted Jarrolf lottades som vinnare i namngivningstävlingen. Namnet Järven har mer eller mindre uteslutande aldrig använts av militären.

## Vagnar som finns kvar som utställningsobjekt
- Vagn 4642, som gate guard vid infarten till Markstridsskolan i Kvarn.
- Vagn 4652, som utställningsobjekt vid brittiska Pansarmuseet i Bovington.
- Vagn 4558, som utställningsobjekt vid Försvarsfordonsmuseet Arsenalen.
- Vagn 4674, som utställningsobjekt vid Brigadmuseum i Värmland.
- Vagn ????, som utställningsobjekt vid Försvarsmuseum Boden.
- Vagn 4693, som gate guard vid Klagstorps herrgård.
- Vagn 4776, som gate guard utanför Sågebackens skjutfält. Uddevalla.
- Vagn 4777, som utställningsobjekt vid Försvarsfordonsmuseet Arsenalen.
- Vagn 4570, som utställningsobjekt vid Royal Australian Armoured Corps Memorial and Army Tank Museum (Engelska Wikipedia).
- En vagn står som skjutmål vid vägen förbi Utö skjutfält på Utö, Haninge
- En vagn står som skjutmål på Kungsängens övnings- och skjutfält i Kungsängen.
- En vagn står som skjutmål på Kosta skjutfält.
- En vagn stod tidigare som gate guard på Eksjö garnison. Borttagen på grund av okänd anledning.
- En vagn stod tidigare som gate guard utanför före detta kasernvakten vid Västerbottens regemente i Umeå. Borttagen på grund av skadegörelse. Uppställd inne Totalförsvarets skyddscentrum som övningsobjekt för CBRN-skolan.
- Fyra vagnar används fortfarande vid Markstridsskolan som b-styrka

## Galleri

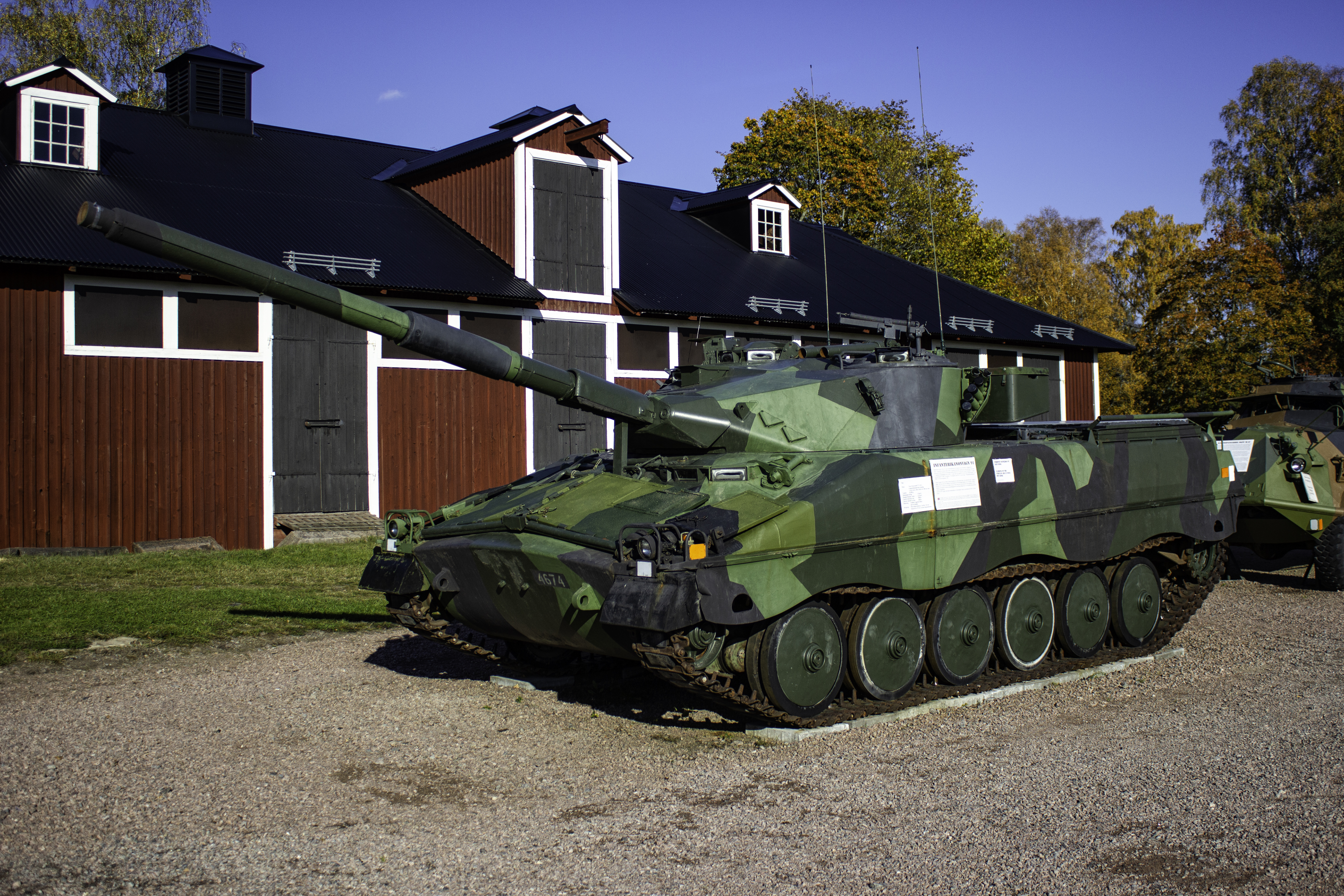
Vagn 4674 vid Brigadmuseum
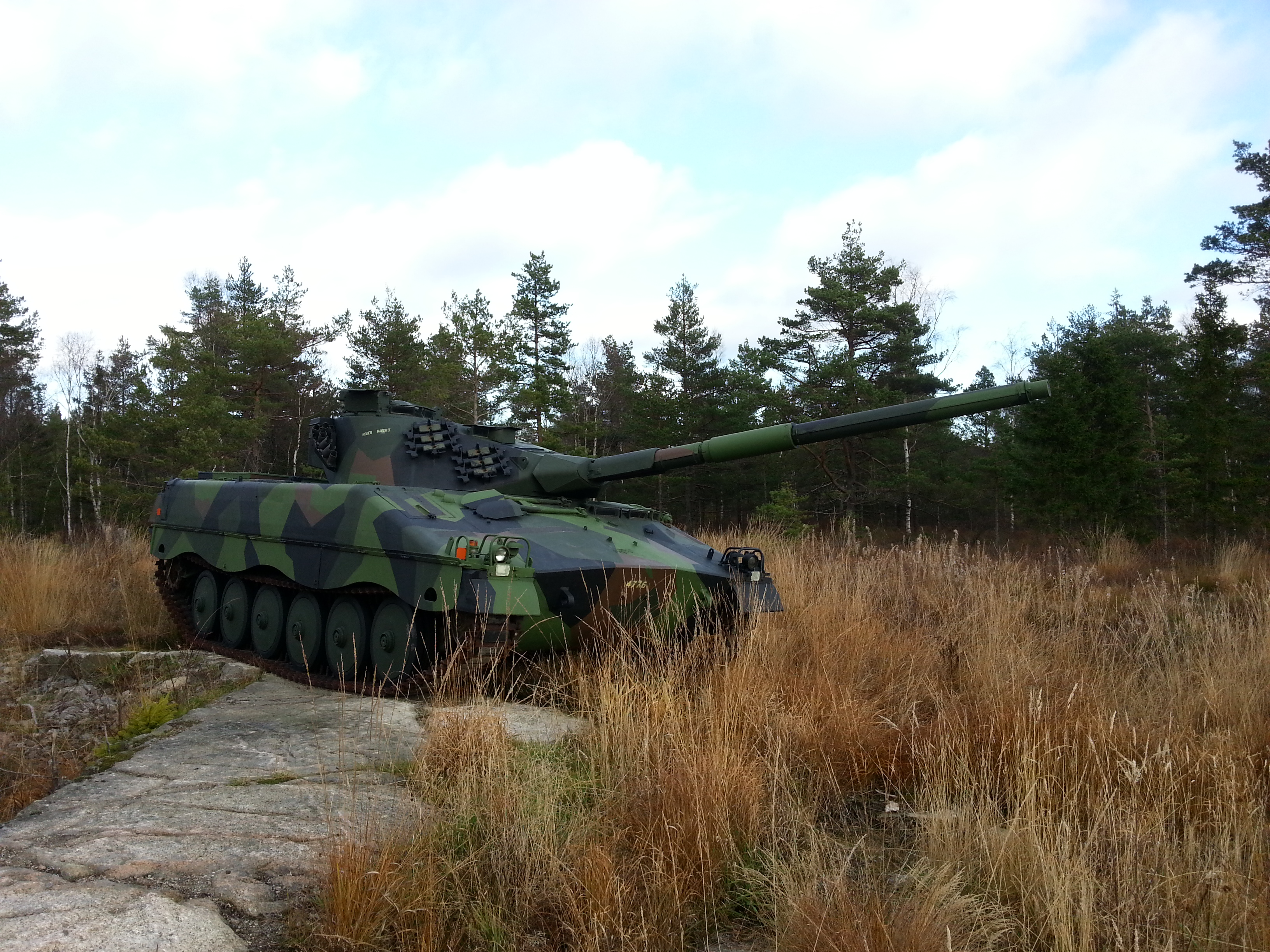
Vagn 4776 uppställd utanför Sågebackens skjutfält. Uddevalla.
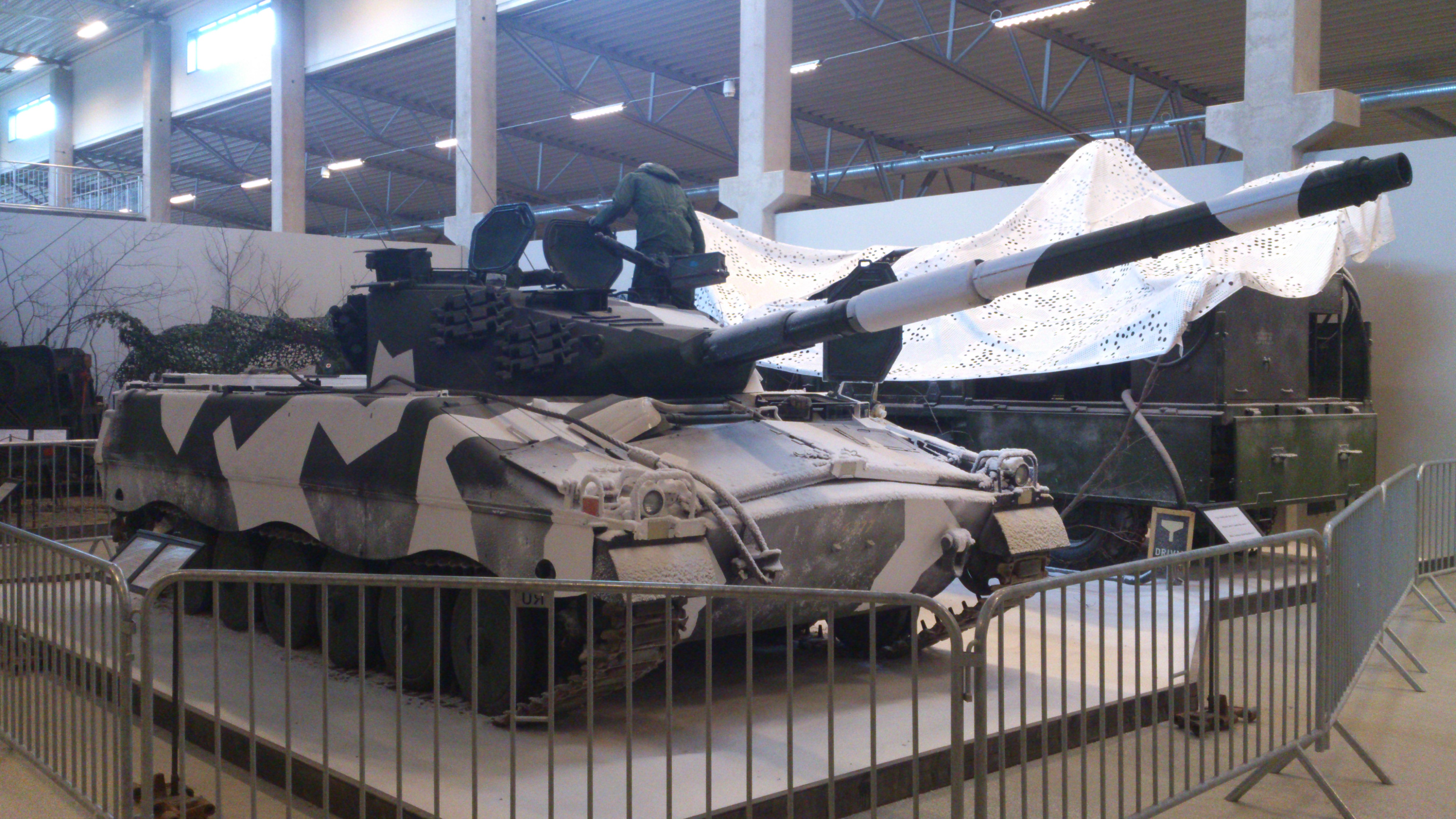
Vagn 4777 i vinterkamouflage på Försvarsfordonsmuseet Arsenalen.
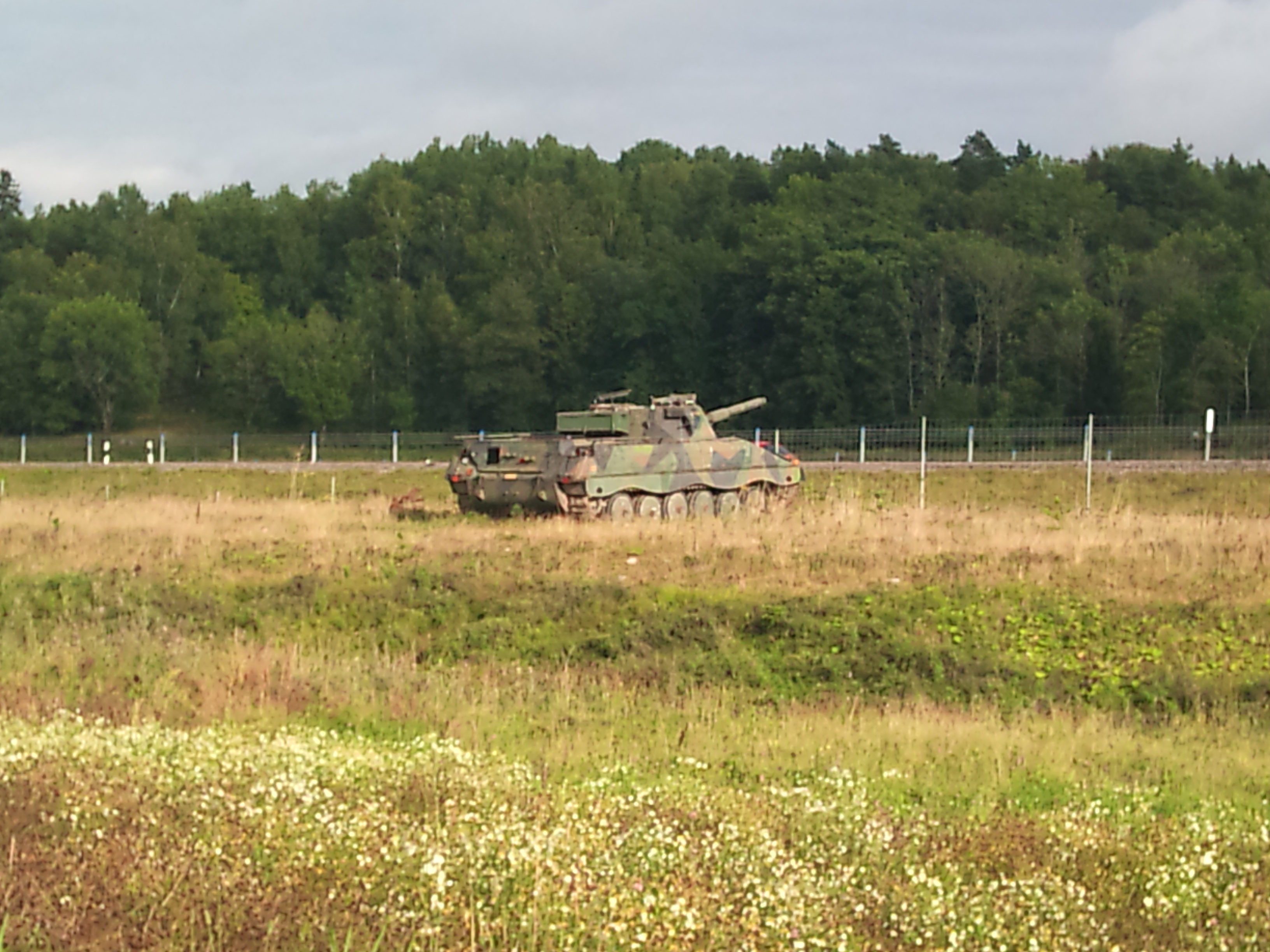
Vagn 4558 uppställd utan Försvarsfordonsmuseet Arsenalen.